# Esbjerg Kunstmuseum
Esbjerg Kunstmuseum er et kunstmuseum som ligger i forbindelse med Musikhuset Esbjerg. Kunstmuseet rummer bl.a. værker af Harald Giersing, Edvard Weie, Vilhelm Lundstrøm, Richard Mortensen og Robert Jacobsen samt kunstnerkollektiverne Linien og Linien II.